# Cordăreni
Cordăreni es una comuna rumana del condado de Botoșani.

## Geografía
La comuna está ubicada en la Moldavia rumana.

## Historia
Hacia finales del siglo XIX, la comuna, que por entonces pertenecía al antiguo distrito de Dorohoi, tenía contabilizada una población de 3546 habitantes y estaba compuesta por las localidades de Cordăreni, Cracalia, Dumeni (la capital), Ghinghioaia, Grivița-Vechie, Grivița-Nouă, Liveni, Slobozia, Șipoteni y Vîrcoliciu.
En la segunda mitad del siglo XX la comuna, que había pasado a formar parte del condado de Botoșani, estaba compuesta por las localidades de Cordăreni, Grivița y Slobozia. En el censo de 2021 la comuna tenía una población de 1877 habitantes.